# Quechua de Vitis-Huancaya
El quechua de Vitis-Huancaya es una variedad de las lenguas quechuas hablada en el norte de la provincia peruana de Yauyos en el departamento de Lima, en los distritos de Vitis y Huancaya. Es una variedad próxima a la vecina de Alis y Tomas, que no ha adelantado la africada retrofleja */t͡ʂ/ del protoquechua.
Alis y Vitis pertenecen ambas al Quechua I, agrupadas por sus sufijos flexivos -maa- de objeto verbal de primera persona y los homófonos -ː de primera persona verbal y nominal.  Usan otros morfemas ampliamente difundidos entre los quechuas centrales, como el gerundivo -r, el locativo -ćhaw y el ablativo -pita.  Esta variedad presenta las seis vocales del Quechua I, tres cortas y tres largas, y un conjunto de consonantes bastante conservado, el cual consta de tres nasales /m, n, ɲ/ cuatro oclusivas /p, t, k, q/, dos africadas /t͡ʃ, ʈ͡s/, tres fricativas /s, ʃ, h/, dos aproximantes /j, w/ y tres líquidas /ʎ, ɾ, l/.